# Empfehlungen für die Anlage von Erschließungsstraßen
Die Empfehlungen für die Anlage von Erschließungsstraßen (kurz EAE) waren ein in Deutschland gültiges technisches Regelwerk für die Planung und den Bau von innerörtlichen Erschließungsstraßen der Straßenkategorien B IV-VI, C IV-VI, D IV-VI und E IV-VI. Die EAE wurden von der Forschungsgesellschaft für Straßen- und Verkehrswesen in Köln herausgegeben. 
Im Jahr 2007 erfolgte die Überarbeitung des Regelwerkes und die Auflage der Richtlinien für die Anlage von Stadtstraßen (kurz RASt), die die EAE ersetzen. Die RASt umfassen auch die in der Empfehlungen für die Anlage von Hauptverkehrsstraßen (kurz EAHV) behandelten innerörtlichen Hauptverkehrsstraßen.

## Inhalt
Die EAE gliederten sich in sechs Abschnitte. In der Einleitung wurde der Geltungsbereich definiert. Der erste Abschnitt erläuterte dann städtebauliche Ziele und Grundsätze. Gesamtgemeindliche Zusammenhänge wurden im zweiten Abschnitt dargestellt. Abschnitt drei und vier regelten die Erschließungsplanung auf Ortsteilebene und die Grundlagen für den Entwurf von Straßenräumen (Entwurfsprinzipien). Nach den Grundlagen wurde im fünften Abschnitt der Entwurf von Straßenräumen eingehend betrachtet. Abschließend lieferte der sechste Abschnitt ausgewählte Entwurfs- und Gestaltungsbeispiele. 